# سیارک ۲۵۲۷۵
سیارک ۲۵۲۷۵ (به انگلیسی: 25275 Jocelynbell، نامگذاری:1998VF33) بیست و پنج هزار و دویست و هفتاد و پنجمین سیارک کشف شده‌است که در ۱۴ نوامبر ۱۹۹۸ کشف شد.
قدر مطلق سیارک برابر ۱۸.۶ است.